# Elecciones a la Asamblea de Ceuta de 2019
Las elecciones a la Asamblea de Ceuta de 2019, que dieron lugar al inicio de la VII Legislatura desde el Estatuto de Autonomía de Ceuta, se celebraron el 26 de mayo de 2019, en el marco de las elecciones autonómicas de España de 2019. Fueron renovados los 25 diputados de la Asamblea.

## Sistema Electoral
El sistema electoral sigue lo dispuesto en el Estatuto de Autonomía de Ceuta y la Ley Orgánica del Régimen Electoral General (LOREG). El Estatuto, en su artículo séptimo, fija el número de diputados miembros de la Asamblea en 25. Además, establece que el resto de normas electorales son las que rigen para las elecciones locales. Por tanto, las candidaturas han de obtener un mínimo de un 5% de los votos para entrar en el reparto.
El sufragio es, según establece el Estatuto, universal, libre, igual, directo y secreto. Los diputados elegidos tienen también, por el carácter municipal de la autonomía, la condición de concejales. Los diputados que encabezan una lista electoral tienen derecho a presentar su candidatura a la Presidencia autonómica. La persona elegida ostenta también la condición de Alcalde o Alcaldesa y la Presidencia del Pleno de la Asamblea, asistida por dos vicepresidencias escogidas en el pleno inicial de la legislatura.

## Candidaturas
A las elecciones a la Asamblea de Ceuta se presentaron 9 candidaturas, que son las siguientes:
| Partido político | Partido político                                                       | Candidato                   | Lista electoral |
| ---------------- | ---------------------------------------------------------------------- | --------------------------- | --- |
|                  | Coalición Caballas                                                     | Mohamed Mohamed Ali         | Ver lista1. Mohamed Mohamed Ali 2. Juan Luis Arostegui Ruiz 3. Nayad Mohamed Achiban 4. Mohamed Haidor Ahmed 5. Haiat Mohamed Mohamed Chaire 6. Mohamed Mustafá Ahmed 7. Julia Alejandra Ferreras Guerra 8. Sabah Abderrahman AI Lal 9. José Antonio Saiz Castañeda 10. Mohamed Faitah Mrabet 11. María Del Rocío Valriberas Acevedo 12. Alba Arostegui Ortega 13. Hamed Abdel lah Ali 14. Syhan Mohamed Abdeselam 15. Adans Ayora Redondo 16. Salma Abderrahaman Enfeddal 17. María del Rosario Andreu Furnier 18. Abdelhali Lahasen Lahasen 19. Janan Hossain Mohamed 20. Antonio Campoamor Barredo 21. Fátima Sohora Ahmed Mohamed 22. Manal Bachir Jalid 23. Farid Abdeselam Mohamed 24. Zoubida Ouda Mohamed 25. Santiago Vicente Pecino Suplentes: 1. Sara Mohamed El Bouchtl 2. Mohamed Ahmed Mohamed 3. Rahma Mohamed Taieb |
|                  | Coalición por Ceuta - Partido Democrático y Social de Ceuta (CPC-PDSC) | Tarek Mohamed Mizzian       | Ver lista1. Tarek Mohamed Mizzian 2. Mohamed Mohamed Haddu 3. Hind Seddati Bentami 4. Verónica Meira Suárez 5. Mustafa Enfed Dal Ahmed 6. Nora Mohamed Yel Lul 7. Mohamed Abdelkader Sayat 8. Fátima Ahmed Mohamed 9. Mohamed Dadi Ahmed 10. Yassin Ali Mohamed 11. Dikra Saidi Mohamed 12. Nordin Mohamed Abdeselam 13. Souad El Foudoudi El Bakkali 14. Mehdi Hichou Ahmed 15. Omar Caro Pérez 16. Karima Mohamed Laarbi 17. Sufian Ahmed Ahmed 18. Yamina Bachir Mohamed 19. Otman Mohamed Haddu 20. Javier Márquez Dridib 21. María Vanesa Sánchez Peña 22. Abdelmalik Mohamed Abdeslam 23. Fátima Drideb Guesus 24. Yusif Dris Mohamed 25. Yusef Abderrahaman Ahmed Suplentes: 1. Lourdes Viso Pacheco 2. María Jesús Aranda Viso 3. Mohamed Mohamed Abdel Lah |
|                  | Unidas Podemos (Podemos-IU-Equo)                                       | Ramón Rodríguez Casaubón    | Ver lista1. Ramón Rodríguez Casaubón (Podemos) 2. Sara Abdeselam Ahmed (Podemos) 3. Antonio Nepomuceno Moreno (Izquierda Unida) 4. Nabila Solimán Alí (Podemos) 5. Nadia Akjal El Mrabet (Podemos) 6. Abdel-Lah Ahmed Amar (Podemos) 7. Juan José Murcia Pacheco (Equo) 8. Lamyah Douali Ahmed (Podemos) 9. José Manuel Ramírez Romero (Podemos) 10. Wasima Benyaya Mustafa (Podemos) 11. Tarik Ahmed Mohamed (Podemos) 12. Magda Abselam Layachi (Podemos) 13. Rachid Mohamed R´Houni (Podemos) 14. Iman Douali Ahmed (Podemos) 15. María-Estefanía Gómez Pérez (Podemos) 16. Jonatan Ballesteros Recio (Podemos) 17. Karima Ahmed Ahmed (Podemos) 18. Antonio González De La Rubia (Podemos) 19. Sara Solimán Alí (Podemos) 20. Ikram Marzok Mellouk (Podemos) 21. Constancio De Las Heras Vallejo (Podemos) 22. Mariam Abdel Lah Mohamed (Podemos) 23. José Castellón Navarro (Podemos) 24. Omaima Chekkouh Chakkar (Podemos) 25. Randa Ahmed Abdeselam (Podemos) Suplentes: 1. Isjak Abderrahaman Ahmed (Podemos) 2. María Isabel Fernández Soto (Podemos) 3. Fátima Mohamed Abdel-Lah (Podemos) |
|                  | Ciudadanos-Partido de la Ciudadanía (Cs)                               | Javier Varga Pecharromán    | Ver lista1. Javier Varga Pecharromán 2. Tamara Guerrero Gómez 3. Juan Manuel Parrado Sobrino 4. Karima Aomar Dadi 5. Munir El-Hichou Abselam 6. María Yéssica de Torres Gómez 7. Luis Gil Gallardo 8. Raquel González Espinosa 9. Víctor Manuel Núñez Ríos 10. Gema María Carreto Soto 11. Lorenzo Castro Sánchez 12. María inmaculada Pilar Gracia 13. Alberto Jesús García-Pardo Delgado 14. Raquel Ruíz Guerrero 15. Said Abdel-Lah Ahmed (Independiente) 16. Ana María Díaz Jiménez 17. Ashok Dhanwani Doulatram 18. Abdelkader Kilani Boutaher 19. Eva Nieves Pérez Martín 20. José Cristóbal Jiménez Chamorro 21. Ana María Gómez Lozano 22. Juan José Llopis Luque 23. Ascensión Ortega Espinola 24. Inmaculada Lechado Rull 25. José Manuel Gómez Lozano Suplentes: 1. Ricardo Pareja Lopera 2. Encamación Martín Santana 3. Antonio María Zambrano Sánchez |
|                  | Vox                                                                    | Juan Sergio Redondo Pacheco | Ver lista1. Juan Sergio Redondo Pacheco 2. Carlos Francisco Verdejo Ferrer 3. Francisco José Ruiz Enríquez 4. Ana Belén Cifuentes Cánovas 5. María del Carmen Vázquez Soto 6. José María Rodríguez Ruiz 7. Francisco Javier Moza Rosas 8. Juan Ros Alcaide 9. Yolanda Merelo Palomares 10. María África Melgar Durán 11. Juan Manuel Aguiar Moreno 12. María Carmen Arana Arana 13. Romina Reyes Peña 14. David Ricardo Castellanos Martínez 15. Yolanda Corpas García 16. José David Hernández Yuste 17. Francisco Javier Doncel Doncel 18. Inmaculada Ávila Núñez 19. Bibiana Torrecillas Lozano 20. José María Tapia Zamorano 21. Lucía Ángeles de Luque Sepúlveda 22. María Mercedes Bravo Ces 23. Alfonso Carlos Muela Aguilera 24. Noelia Contreras Sánchez 25. Antonio Soto Mariscal Suplentes: 1. Inmaculada Cortina Pérez 2. África Naranjo Gómez 3. Francisco Javier García Miranda |
|                  | Movimiento por la Dignidad y la Ciudadanía (MDyC)                      | Fátima Hamed Hossain        | Ver lista1. Fátima Hamed Hossain 2. Youssef Mebroud Mohamed 3. Nisri Laarbi Ali 4. Álvaro María Guzmán Esteban 5. Mohammad Reda Radi Mohamed 6. Samia Hossain Hamido 7. Estefanía Aguilar López 8. María Isabel Mayorga Navarro 9. Achraf Abderrazak Enfeddal 10. Isa Abdeselam Mohamed 11. Nadia Mohamed Abdel-Lah 12. Karima Al Lal Ali 13. Hamza Harrous Abdelkader 14. Laura María Murcia Andrade 15. Hicham Amar Mohamed 16. Nasiha Mohamed Abdel Lah 17. Ihssan Ahmed Lahasen 18. Fadua Abdel Lah Habib 19. Anuar Abdeselam Emfeddal 20. Ali Hamed Hamed 21. Fátima Sohora Mohamed Abselam 22. Hakim Lahsen Douas 23. Liria Taieb Mohamed 24. Hiasmina Hossain Ahmed 25. Abbas Mohamed Omar Suplentes: 1. Nadia Lachmi Mesaud 2. Asunción Sosa Jiménez 3. Badir Mohamed Ahmed |
|                  | Partido Popular de Ceuta (PP)                                          | Juan Jesús Vivas Lara       | Ver lista1. Juan Jesús Vivas Lara 2. María Isabel Deu Del Olmo 3. Carlos Rontomé Romero 4. Kissy Chandiramani Ramesh 5. Francisco Javier Guerrero Gallego 6. Dunia Mohamed Mohand 7. Alberto Ramón Gaitán Rodríguez 8. Lorena Miranda Dorado 9. Yamal Dris Mojtar 10. Alejandro Ramírez Hurtado 11. Francisco Javier Pérez Hita (Independiente) 12. Juan Antonio Valencia Montanero (Independiente) 13. María del Mar Sánchez Hidalgo 14. Rafael Martínez Peñalver Mateos 15. Mina Mohamed Laarbi 16. Raju Shivdasani Balani 17. Francisco Javier Olmedo Ruiz 18. Víctor Manuel Ríos Del Yerro 19. María Nieves Sorroche Alcina 20. Mariam Jammar Ahmadu 21. Pedro José Bellón Sánchez 22. Ottman Hossain Badri 23. Manal Mohamed Mohamed 24. Inmaculada Domene Bages 25. José Manuel Ávila Rivera Suplentes: 1. Pelayo Alcaina Lladó 2. Miriam García Fuentes 3. Rocío Almagro Hidalgo |
|                  | Partido Socialista Obrero Español (PSOE)                               | Manuel Hernández Peinado    | Ver lista1. Manuel Hernández Peinado 2. Cristina Pérez Valero 3. Juan Antonio Gutiérrez Torres 4. Sumaya Ahmed Mohamed (Independiente) 5. José María Mas Vallejo 6. Elena María Mateo Astorga 7. Eloy Verdugo Guzmán 8. Samia Abdelkader Maimon 9. Muhammad Mohamed Hamed 10. Kauzar Laasri Mohamed 11. José Antonio Carbonell Buzzian (Independiente) 12. María Del Carmen Heras Yuste 13. Abdelkader Hamed Laarbi 14. Debora Alzina Nieto 15. Mohamed Ali Abdelkader 16. María Begoña Hernando López 17. Alfonso Gutiérrez Castro 18. Rocío Bringas Duarte 19. Rafael Podadera Amar 20. María Isabel Tovar Gálvez 21. Abdelkader Maimon Mohamed 22. Estrella Heredia Heredia 23. Manuel Navas Pérez 24. África Mendoza García 25. Rafael Leal Salazar Suplentes: 1. Matilde Umbría Cruz 2. José Escamez Lobato 3. María Ángela Fernández Criado |
|                  | Por Un Mundo Más Justo (PUM+J)                                         | Boutaina Hanine El Hanafi   | Ver lista1. Boutaina Hanine El Hanafi 2. Emilio Francisco Nepomuceno Moreno 3. Miriam Sánchez Ahmed 4. Luis Del Valle-Inclán Moreno 5. José Manuel Martínez Calzada 6. Miriam Isabel Rivera Miguez 7. Daniel Soto Román 8. María de la Concepción Lázaro Carrascosa 9. Antonio José Lorente Castro 10. Naroa Remacha Piedra 11. David Rojo Clemente 12. Cristina Casero Zarate 13. Alfonso Juan Sánchez Ayerra 14. María Luisa Martínez Yamuza 15. María del Perpetuo Socorro Carrascosa Monedero 16. José María López García 17. Sandra Foschi Martorell 18. Cristian Poveda Cutanda 19. María Juana Cádiz Montes 20. Borja Bautista Villalba 21. María Pilar Mora Lizan 22. Carlos Villarias Castedo 23. Erica González Gutiérrez 24. Carlos García González 25. Marco Antonio Moreno Alvarado |

## Resultados
Los resultados de las elecciones fueron los siguientes:
|  | 31,12 % |

|  | 25,59 % |

|  | 22,37 % |

|  | 6,96 % |

|  | 6,22 % |

|  | 4,54 % |

|  | 1,49 % |

|  | 0,97 % |

|  | 0,12 % |

|  | 99,14 % |

|  | 0,86 % |

|  | 0,60 % |

|  | 56,91 % |

|  | 43,09 % |

## Investidura del Alcalde-Presidente de Ceuta
| Fecha                                                   | Voto                       |   |   |   | MDyC |   | Total | Investido |
| ------------------------------------------------------- | -------------------------- | - | - | - | ---- | - | ----- | --------- |
| 15 de junio de 2019 Mayoría requerida: absoluta (13/25) | En blanco                  |   | 7 |   | 2    | 1 | 10/25 |           |
| 15 de junio de 2019 Mayoría requerida: absoluta (13/25) | Juan Jesús Vivas Lara (PP) | 9 |   |   |      |   | 9/25  | Sí        |
| 15 de junio de 2019 Mayoría requerida: absoluta (13/25) | Juan Sergio Redondo (VOX)  |   |   | 6 |      |   | 6/25  | No        |